# Nicolaus Olahus
Nicolaus Olahus (węg. Oláh Miklós, słow. Mikuláš Oláh; ur. 10 stycznia 1493 w Sybinie, zm. 15 stycznia 1568 w Pożoniu lub Trnawie) – węgierski dostojnik państwowy, historyk, poeta i humanista pochodzenia wołoskiego, spokrewniony z niektórymi hospodarami wołoskimi. Od roku 1553 do śmierci arcybiskup ostrzyhomski.

## Życie
Olahus od 1505 roku studiował łacinę, teologię, retorykę, muzykę i astronomię na uczelni w Wielkim Waradynie (dziś Oradea). Był ulubieńcem na dworze węgierskiego króla Ludwika II, dzięki czemu piastował wiele wysokiej rangi urzędów państwowych i kościelnych. Po bitwie pod Mohaczem, w której poległ Ludwik II, osobiście odprowadził królową Marię na emigrację. W Brukseli nawiązał znajomość z Erazmem z Rotterdamu, z którym prowadził intensywną korespondencję (do dzisiaj zachowało się 29 listów). Po powrocie na Węgry, w 1542 roku został doradcą króla, w 1543 królewskim kanclerzem, a w roku 1562 zarządcą Węgier. Od 1553 roku był także arcybiskupem ostrzyhomskim z siedzibą w Trnawie.
Wspierał rozwój katolickiego i świeckiego szkolnictwa. W 1561 r. sprowadził do Trnawy pierwszych jezuitów, którzy mieli poprowadzić tamtejszą nową szkołę (powstałą z połączenia szkoły kapitulnej i szkoły miejskiej). Wybudował dla niej specjalny budynek, zwany dziś Seminarium Oláha. W 1566 roku założył w Trnawie seminarium duchowne.
Był czołowym przedstawicielem węgierskiej kontrreformacji. W 1555 r. węgierski sejm z jego inicjatywy nakazał wszystkim osiadłym na terenie królestwa anabaptystom (habánom) opuszczenie kraju w ciągu trzydziestu dni.
Został pochowany w bazylice św. Mikołaja w Trnawie, gdzie znajduje się jego renesansowe epitafium.

## Dzieła
Twórczość naukowa Nicolausa Olahusa ogranicza się do pięciu prac napisanych w łacinie. Dokładny opis państwa węgierskiego, pt. Hungaria (dokończony w 1536) został napisany na polecenie królowej Marii. Praca ta cieszyła się dużą popularnością w kręgach naukowych ówczesnej Europy. Historyczno-geograficzno-etnograficzna monografia jest zbudowana z 19 działów, z czego 8 zostało poświęconych ziemiom, które dzisiaj stanowią część Rumunii. Nicolaus Olahus był pierwszym autorem, który twierdził, że ludność wołoska pochodzi od starożytnych Rzymian. Jego teoria nie znalazła kontynuatorów wśród wołoskich lub mołdawskich historyków. Około 1642 roku kronikarz Grigore Ureche (prawdopodobnie nieznający dzieła Olahusa) stworzył podobną teorię, którą później rozwinęli Miron Costin i Dimitrie Cantemir. Inna praca, pt. Attila z 1537 roku została napisana „ku pokrzepieniu serc” Węgrów, po poniesionej przez nich klęsce w wojnie z Imperium Osmańskim.
- 1536 – Hungaria
- 1537 – Attila
- Genesis filiorum Regis Ferdinandi
- Ephemerides
- Brevis descriptio vitae Benedicti Zerchsky
- 1763 – Hungaria et Attila sive de originibus gentis regni Hungariae (...) emondato coniumctim editi (Wiedeń).